# Otelo (Netzwerk)
Das Offene Technologielabor, kurz Otelo, ist eine Initiative zur Förderung von Kreativität und Technologie im ländlichen Raum, die 2008 vom österreichischen Sozialpädagogen Martin Hollinetz gegründet wurde.
Otelo stellt Werkstätten zur Verfügung, die gemeinschaftlich für technische, künstlerische und handwerkliche Projekte genutzt werden können. Die Labore sollen Kreativen eine Plattform bieten und gleichzeitig den sogenannten „Braindrain“ bremsen.

## Geschichte
Die Idee zu Otelo entstand, als Hollinetz nach der Rückkehr in seinen Heimatort Vorchdorf erkannte, dass es im ländlichen Raum nur wenige Angebote für kreative Köpfe gab. So entwickelte er ein Modell für offene Labore, das durch die Bereitstellung von Räumen und Infrastruktur für kreative Projekte den Innovationsgeist fördern sollte.
2010 eröffnete das erste Otelo in Vöcklabruck, gefolgt von weiteren Standorten in Österreich. Das Otelo-Modell können Interessierte in verschiedenen Gemeinden eigenständig übernehmen.

## Ziele und Struktur
Das Netzwerk setzt auf die Beteiligung der Gemeinschaft sowie die Zusammenarbeit mit Gemeinden und lokalen Unternehmen. Otelos werden meist in öffentlich zugänglichen Gebäuden wie Schulen oder ungenutzten Räumen eingerichtet.
Mittlerweile arbeitet Otelo auch als Genossenschaft, um die Beschäftigung und Vernetzung Kreativer zu unterstützen. Das Netzwerk ermöglicht Selbstständigkeit für Teilnehmende und stärkt die Infrastruktur für kreative Projekte vor Ort.

## Unterstützung und Förderung
Die Initiative erhält Unterstützung von Unternehmen und Organisationen, wie dem Social-Entrepreneur-Netzwerk Ashoka, das Hollinetz als Fellow aufgenommen hat. Weitere Förderer sind lokale Firmen, die vom Verbleib innovativer Köpfe im ländlichen Raum profitieren.